# Сан-Хосе (Коста-Рика)
Сан-Хосе́ (ісп. San José) — столиця і найбільше місто Коста-Рики, адміністративний центр провінції Сан-Хосе і кантону Сан-Хосе. Місто Сан-Хосе розташоване в центрі країни, на гірському плато на висоті близько 1170 м над рівнем моря.
Населення кантону Сан-Хосе 350 тис. мешканців (2008): у другій половині XX століття населення міста швидко зростало: ще 1950 року населення міста налічувало 86.900 осіб. Агломерація Сан-Хосе виходить за межі кантону, її населення становить понад 1 мільйон осіб.
За 90 км на північний захід розташоване найбільше озеро Коста-Рики — Ареналь.
Місце розташування Міжамериканського суду з прав людини.

## Історія
Згідно з переписом населення 2000 року, в кантоні Сан-Хосе налічувалося 309.672 жителі.
До 1824-го Сан-Хосе був невеликим селищем. Того року перший обраний глава держави, ліберал Хуан Мору Фернандес, вирішив перемістити уряд Коста-Рики із старої іспанської колоніальної столиці Картаго і побудувати нове місто.
Швидко виросла нова столиця Сан-Хосе, яка розширилася в Центральну долину. Через те, що місто було засноване пізно, в Сан-Хосе лише трохи іспанської колоніальної архітектури, властивої іншим латиноамериканським столицям. 
9 серпня 1884 Сан-Хосе став першим містом в Латинській Америці, освітленим електрикою.

## Клімат
Сан-Хосе, як і решта частини країни, знаходиться в тропічній зоні, проте, через висотне розташування клімат в Сан-Хосе м'який. 
Температура коливається від 18 °C до 26 °C. Сезон дощів — з квітня до кінця листопада, але хмарність і дощі можуть бути і в сухий сезон. Відносна вологість коливається від 60 % до 90 %.
| Клімат Сан-Хосе                | Клімат Сан-Хосе | Клімат Сан-Хосе | Клімат Сан-Хосе | Клімат Сан-Хосе | Клімат Сан-Хосе | Клімат Сан-Хосе | Клімат Сан-Хосе | Клімат Сан-Хосе | Клімат Сан-Хосе | Клімат Сан-Хосе | Клімат Сан-Хосе | Клімат Сан-Хосе | Клімат Сан-Хосе |
| Показник                       | Січ.            | Лют.            | Бер.            | Квіт.           | Трав.           | Черв.           | Лип.            | Серп.           | Вер.            | Жовт.           | Лист.           | Груд.           | Рік             |
| Абсолютний максимум, °C        | 30              | 31              | 32              | 31              | 31              | 33              | 28              | 29              | 30              | 29              | 28              | 30              | 33              |
| Середній максимум, °C          | 27,9            | 28,6            | 29,6            | 29,6            | 28,5            | 27,5            | 27,7            | 27,7            | 27,2            | 27,0            | 27,1            | 27,7            | 28,01           |
| Середня температура, °C        | 21,8            | 22,2            | 22,8            | 23,0            | 22,2            | 21,7            | 22,0            | 21,8            | 21,3            | 21,2            | 21,6            | 21,8            | 21,95           |
| Середній мінімум, °C           | 17,4            | 17,2            | 17,6            | 18,0            | 18,1            | 17,9            | 18,2            | 17,7            | 17,4            | 17,4            | 17,4            | 17,4            | 17,64           |
| Абсолютний мінімум, °C         | 9               | 10              | 10              | 11              | 12              | 13              | 12              | 13              | 13              | 12              | 11              | 9               | 9               |
| Норма опадів, мм               | 6.3             | 10.2            | 13.8            | 79.9            | 267.6           | 280.1           | 181.5           | 276.9           | 335.1           | 330.6           | 133.5           | 33.5            | 1971            |
| ------------------------------ | --------------- | --------------- | --------------- | --------------- | --------------- | --------------- | --------------- | --------------- | --------------- | --------------- | --------------- | --------------- | --------------- |
| Джерело: Hong Kong Observatory |                 |                 |                 |                 |                 |                 |                 |                 |                 |                 |                 |                 |                 |

## Архітектура
В архітектурі міста простежується вплив декількох стилів. Більшість будівель побудовано в колоніальному і неокласичному стилях, їх висота не перевищує 5 поверхів. Однак тут є і сучасні споруди в 10 і більше поверхів, вони зосереджені в центральній і діловій частинах міста. На околиці міста розташовано багато особняків і приватних будинків, що потопають у зелені.
Пам'яток в місті небагато. У центрі столиці, поруч з центральною площею, розташований Національний театр, побудований 1890 року, будівля якого вважається одним з найкрасивіших театральних будівель в Латинській Америці. У цьому районі під землею знаходиться музей золотих предметів індіанського періоду, знайдених на території Коста-Рики.
Найцікавішим музеєм є Національний музей, де зібрані археологічні знахідки, костюми, релігійне мистецтво, предмети колоніальної епохи. Також можна відвідати Художній музей, де зібрані роботи костариканських художників 19 і 20 століття, Національну галерею сучасного мистецтва, ентомологічний музей, музей природних наук.

## Транспорт
Сан-Хосе є великим транспортним вузлом країни: залізниця сполучає столицю з портами Лимон (на узбережжі Карибського моря) і Пунтаренас (на узбережжі Тихого океану), шосейні дороги пов'язують місто з усіма районами країни, а Панамериканське шосе — з іншими країнами.
Поблизу Сан-Хосе розташовані два міжнародні аеропорти — Міжнародний аеропорт Хуан Сантамарія знаходиться в 23 км на захід від центру міста, міжнародний аеропорт Тобіас-Боланос — в 8 км на північний схід від міста.
Основним видом міського транспорту є автобуси, але вже озвучені плани створення трамвайної мережі.

## Галерея

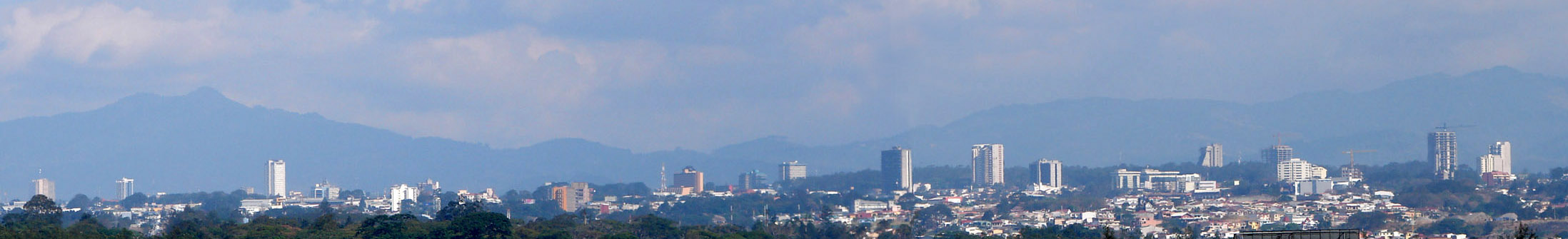
Панорама Сан-Хосе

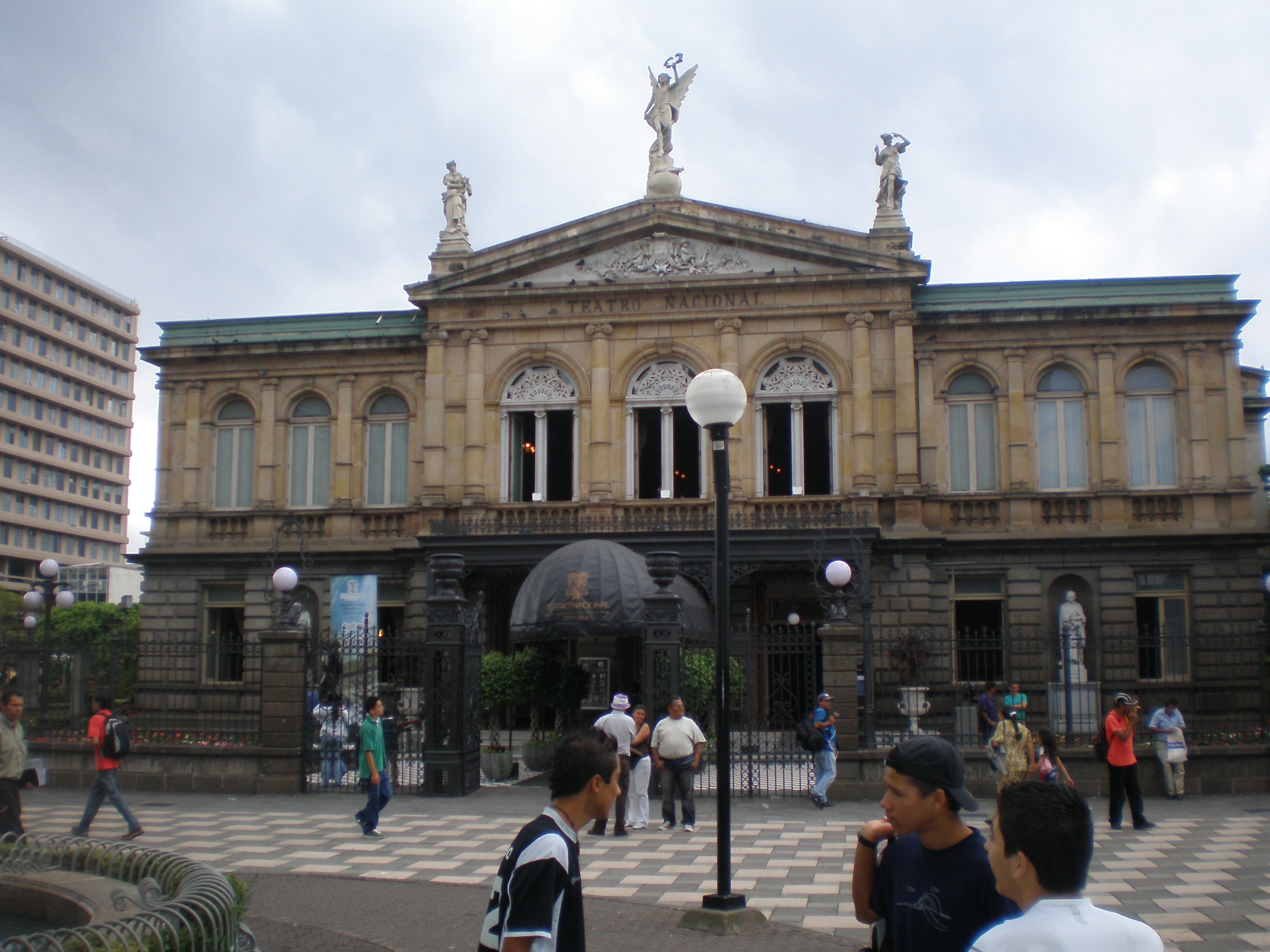
Національний театр
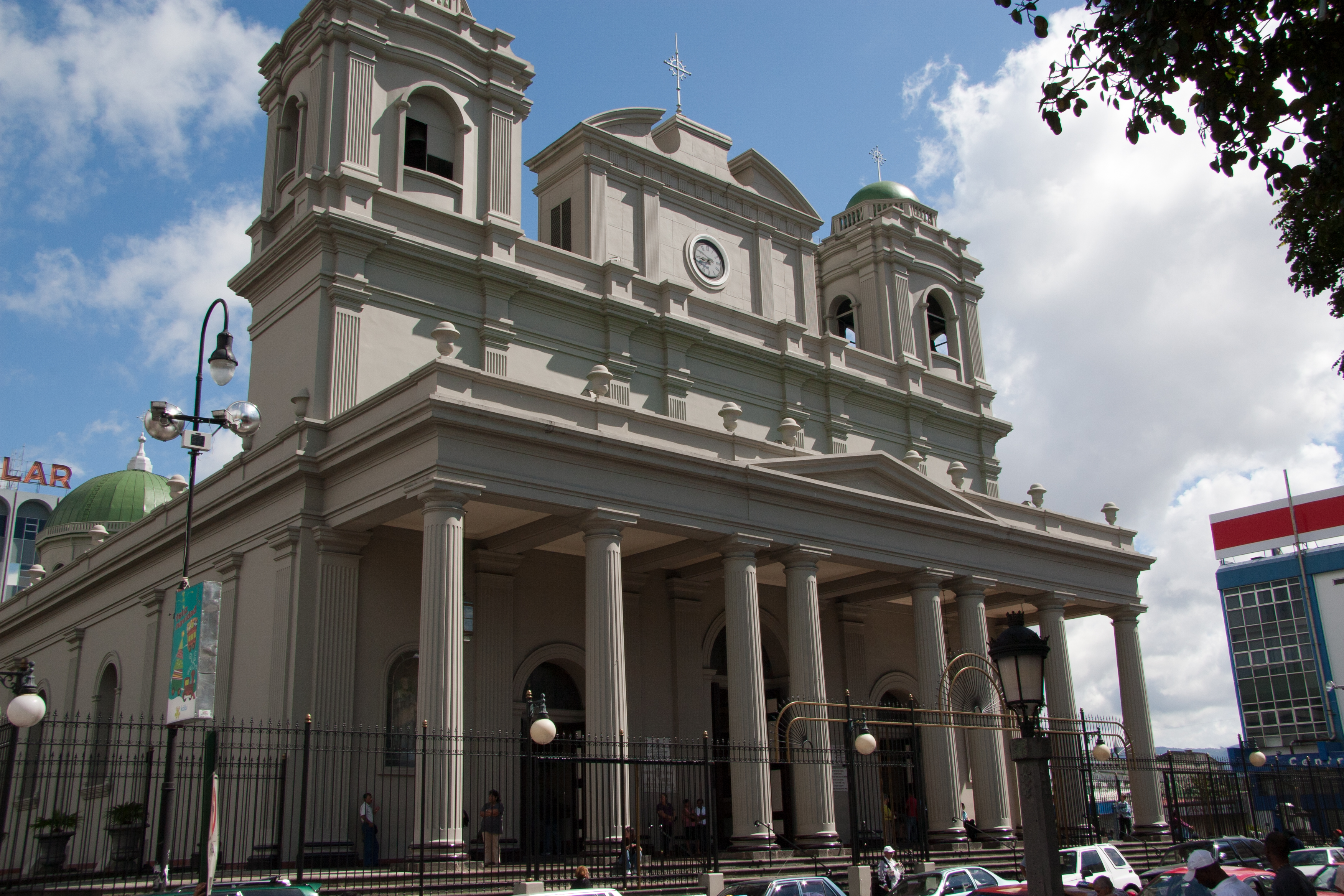
Кафедральний собор
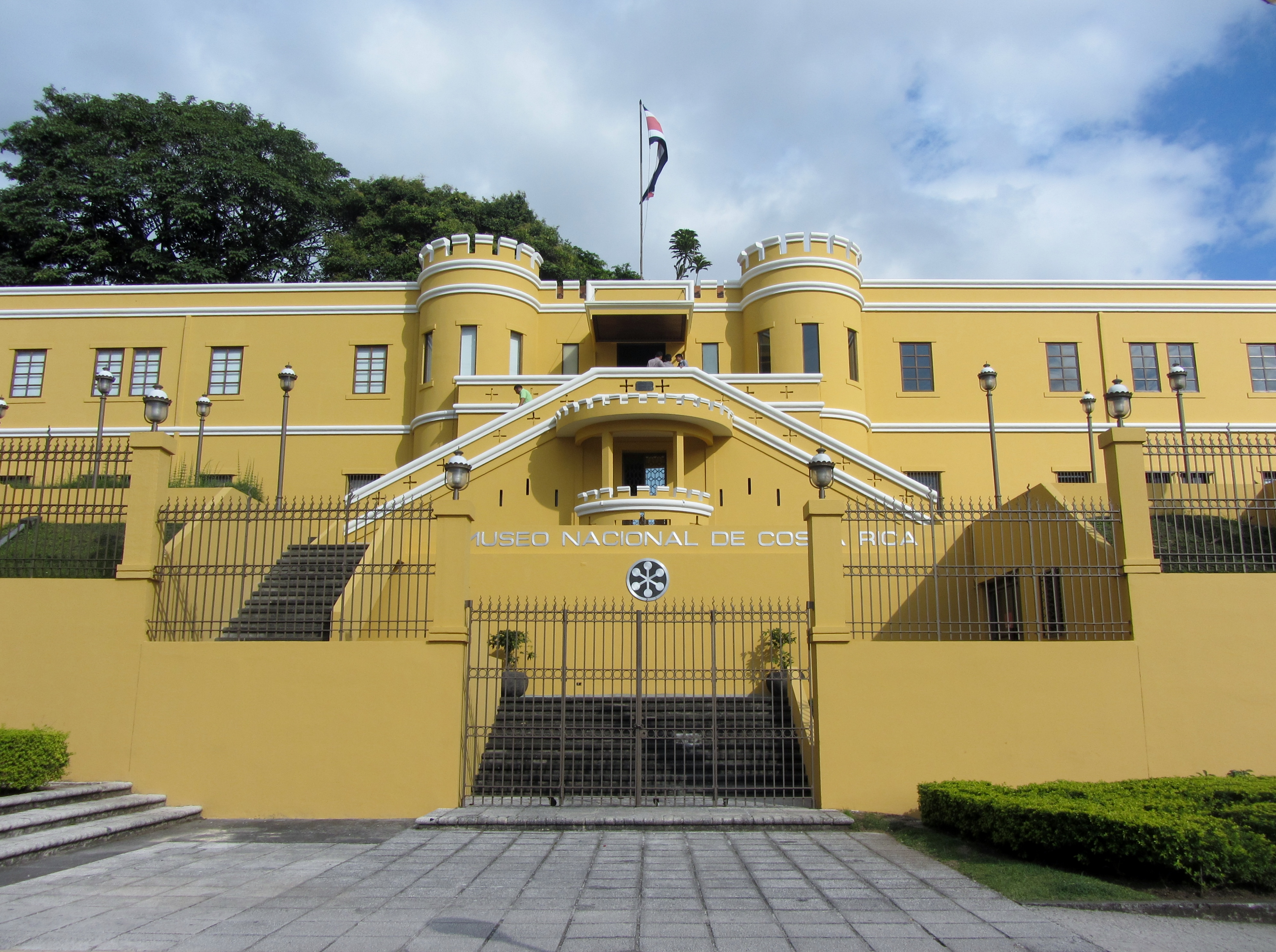
Національний музей
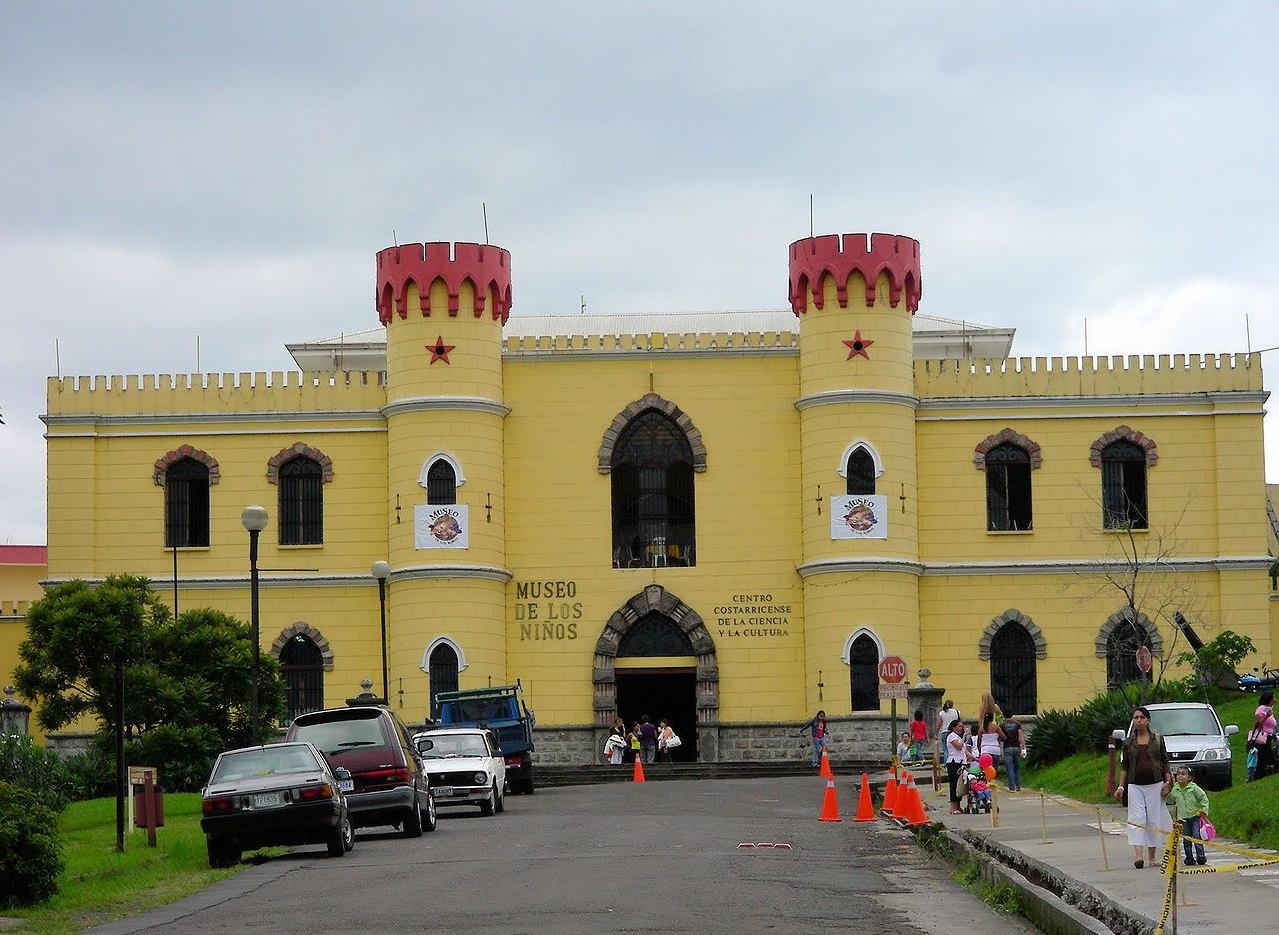
Дитячий музей
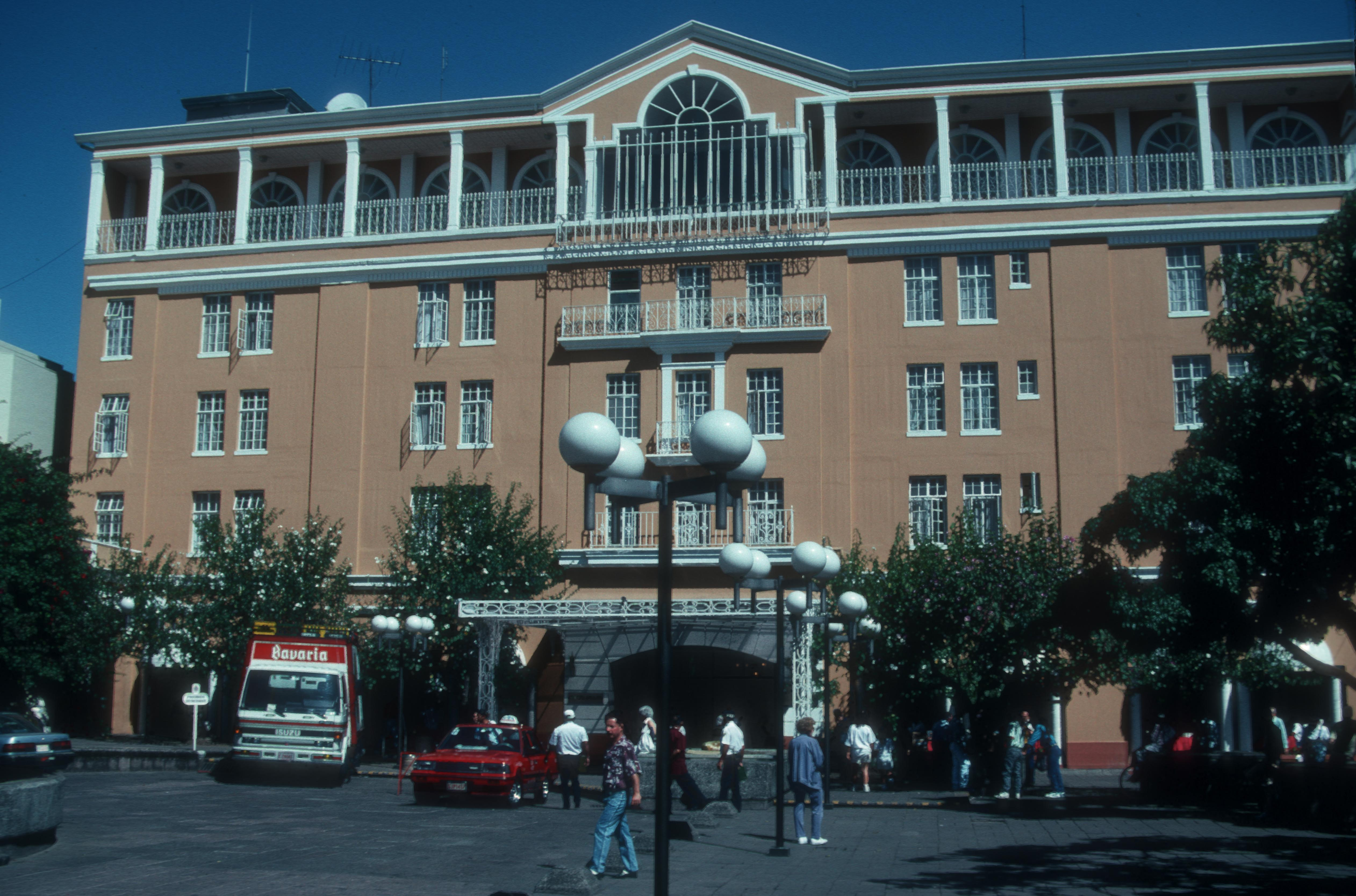
Гранд-Отель